# Ishikawa Toyonobu
Ishikawa Toyonobu (石川 豊信, noms familiers : Magosaburō puis Nukaya Shichibe ; première signature : Nishimura Magosaburō Shigenobu ; noms de pinceau : Tanjōdō, Meijōdō Shūra) est un artiste japonais du XVIIIe siècle, maître de l'ukiyo-e. Né en 1711, mort en 1785. Il est particulièrement connu pour son usage virtuose du benizuri-e, estampe faisant appel à deux couleurs, le rose et le vert. Il lui arrive par ailleurs de faire appel à une technique particulière, consistant à rassembler dans un triptyque des estampes déjà éditées par ailleurs.

## Biographie
Gendre de Nukuya Shichihei, aubergiste dans le quartier Kodemma-chō à Edo et père de Ishikawa Masamochi (noms de plume: Yodoya no Meshimori et Rikujuen) célèbre auteur de Kyōka (poème comique); on lui doit un grand nombre d'estampes, portraits de femmes au charme sensuel. Avec Okumura Masanobu, Nishimura Shiganaga (?-1756) et Nishikawa Sukenobu, il fait partie des « primitifs » de l'ukiyo-e et représente l'école de Kyoto. Ishikawa Toyonobu est d'ailleurs un disciple de Shiganaga et l'on sent, dans ses premières œuvres, l'influence de Sukenobu.

Grâce à ces artistes, une évolution rapide et logique marque la technique de la xylographie, notamment dans l'emploi de la couleur.

## Style et technique
Pour répondre à la demande du public qui préfère les coloris éclatants, les artistes qui pratiquent la xylographie introduisent progressivement des couleurs aux gravures, d'abord au pinceau, puis ils trouvent un moyen proprement xylographique : ils commencent par ajouter quelques couleurs (pourpre et vert bleuté) à la gravure en noir en superposant les passages sous la presse avec chacune des couleurs à l'aide d'une marque de repérage, Kentō, pour que chaque passage soit bien placé par rapport au précédents. Cette technique appelée benizuri-e (peinture tirée avec le pourpre) reste à la mode pendant vingt ans et Ishikawa est l'un de ceux qui exploite le mieux ses possibilités. Il emploie quelques rares tons clairs, qui dans leur disposition pleine de fantaisie s'harmonisent totalement à son style doux et séduisant.